# Leyland Panther

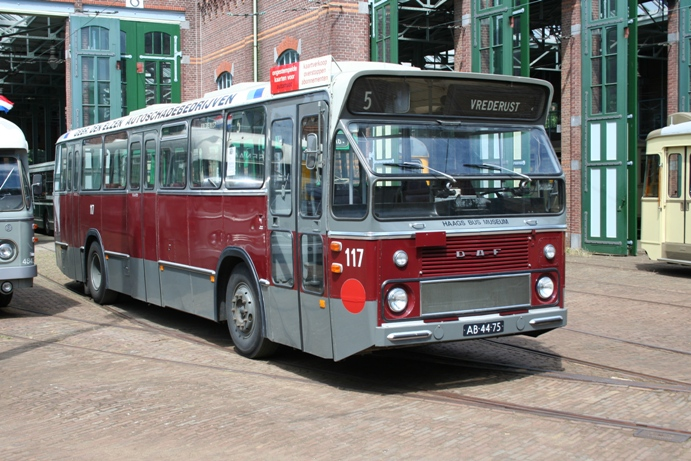
Leyland Panther, Aufbau von Hainje/Verheul, Baujahr 1967

Der Leyland Panther war ein Busfahrgestell des britischen Nutzfahrzeugherstellers Leyland Motors. Der Typ wurde von 1964 bis 1971 gebaut.
Der Leyland Panther hatte einen am Heck angeordneten Motor. Bis in die 1980er-Jahre war es üblich, dass Fahrgestelle und Aufbauten für Busse von verschiedenen Herstellern gefertigt wurden. Die von Leyland hergestellten Fahrgestelle wurden daher von Karosseriebauunternehmen komplettiert. Ein Teil der Busse erhielt Aufbauten von Leylands Tochterfirma Charles H. Roe in Leeds, andere bedeutende Hersteller von Aufbauten waren Alexander, Beadle, Burlingham, Crossley, East Lancs, Harrington, Marshall, Metro Cammell, Northern Counties, Nuttall, Park Royal, Plaxton, Seddon, Strachan und Willowbrook. Dabei wurden sowohl Reisebusse als auch Stadtbusse gebaut. Ausgerüstet waren die Busse mit dem schon aus dem Leyland Leopard bekannten Sechszylinder-Dieselmotor O.600 von Leyland mit 9,8 l Hubraum und 125 bhp sowie einem per Hand pneumatisch unterstützt zu schaltenden Getriebe. Der Panther war rund 12 m lang, um die damals in Großbritannien geltenden Beschränkungen für die Abmessungen von Bussen voll auszunutzen. Die kleinere und leichtere Version des Panther bekam den Namen Leyland Panther Cub. Die gefertigten Fahrgestelle erhielten in der Bezeichnung zunächst das Kürzel PSUR.
Wie viele Typen der ersten Generation von Bussen mit Heckmotor erwarb der Panther sich den Ruf der Unzuverlässigkeit. Insgesamt wurden mehr als 600 Exemplare dieses Typs gebaut. Die meisten Fahrzeuge gingen an Buslinien im Vereinigten Königreich, einige Exemplare wurden auch exportiert. Größter ausländischer Betreiber war Storstockholms Lokaltrafik AB in Schweden, die 150 von Park Royal karosserierte Busse abnahmen. Einige Fahrgestelle erhielten einen Reisebusaufbau, bei diesen lag der Rahmen des Chassis höher. Die meisten von ihnen erhielten Aufbauten von Plaxton.
Werkspoor entwickelte unter dem Namen Leyland-Triumph-Werkspoor einen Bus auf Basis des Panther-Fahrgestells. Wesentliche Unterschiede waren der stärkere O.680-Motor, das Voith-Diwabus-Getriebe und eine halbintegrale Rahmenkonstruktion. Von dem LWP City genannten Bus wurden einige für den Stadtverkehr in Rotterdam und Amsterdam gebaut. Die für GVBA (Amsterdam) gefertigten sechs Busse nahmen dabei das Design des DAF SB200 vorweg.
Abgelöst wurde der Panther durch den Leyland National.

## Fahrzeuge

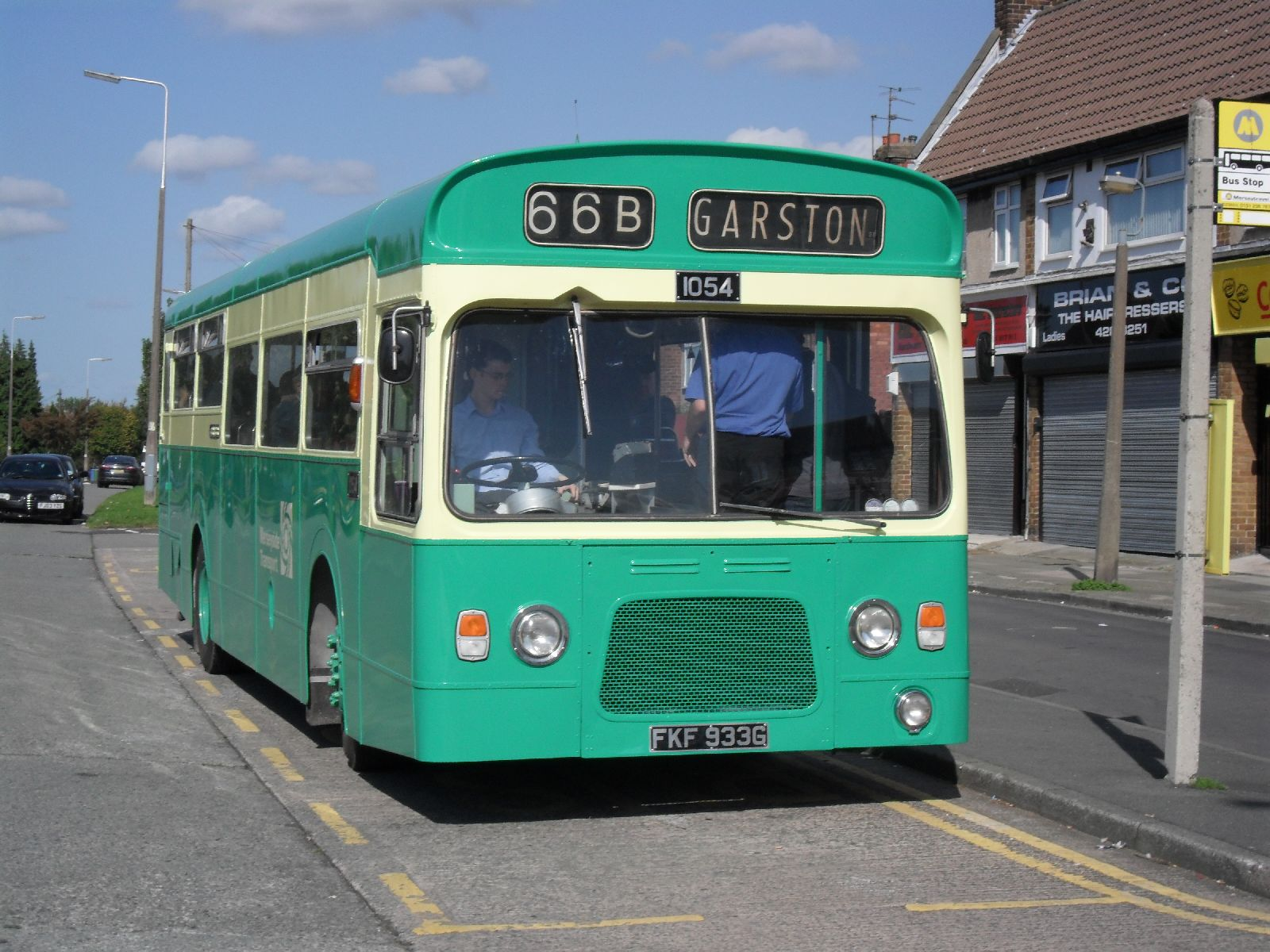
Leyland Panther, Aufbau Metro Cammell

| Name  | Bauzeit   | Stückzahl | Anmerkung                                                                                            |
| ----- | --------- | --------- | --- |
| PSUR1 | 1963–1967 | 183       | Reisebus bis zu 44 Sitzplätze, Stadtbus bis zu 53 Sitzplätze, Mehrzweckbus mit bis zu 49 Sitzplätzen |
| PSUR1 | 1967–1970 | 429       | Reisebus bis zu 51 Sitzplätze, Stadtbus bis zu 53 Sitzplätze, Mehrzweckbus mit bis zu 49 Sitzplätzen |
| PSUR1 | 1970–1972 | 66        | Reisebus bis zu 51 Sitzplätze, Stadtbus bis zu 49 Sitzplätze, Mehrzweckbus mit bis zu 45 Sitzplätzen |